# 9238 Yavapai
9238 Yavapai este un asteroid din centura principală de asteroizi.

## Descriere
9238 Yavapai este un asteroid din centura principală de asteroizi. A fost descoperit pe 28 aprilie 1997 la Prescott de Paul G. Comba. El prezintă o orbită caracterizată de o semiaxă mare de 2,93 ua, o excentricitate de 0,09 și o înclinație de 1,8° în raport cu ecliptica.